# Іноземні колоністи в Україні
Колоністами (від слова «колонія» у значенні — окреме компактне поселення переселенців з іншої країни, області) на українських землях місцеві жителі називали прибульців, які оселялися на їхніх територіях і жили відособлено за своїми звичаями і обрядами, зберігаючи в недоторканності свою релігію і мову. Кожна колонія самоврядовувалася, мала власну адміністрацію з-поміж своїх жителів. Колоністи займалися здебільшого сільським господарством, а також торгівлею, промислами, ремеслом, фабрично-заводським підприємництвом. Коли центральна влада була зацікавлена у використанні їхнього професійного досвіду, то вона надавала їм численні пільги у сферах оподаткування та виконання суспільних робіт, служби в армії, землеволодіння, прояву приватновласницької ініціативи тощо. 
Поняття "іноземний" і "колоніст" тісно повязані і взаємно відносяться до автохтонного населення, яке на цей час населяє дані землі. На українських землях від давніх часів в певні моменти часу жили греки, скіфи, сармати, готи, хозари, кумани, не кажучи вже про кочові племена, які прокочувались через українські землі. Гунни, угри, болгари, печеніги, монголо-татари - це тільки ті нечисленні, що залишили по собі вість в літописних джерелах. 
В часи після татаро-монгольської навали, перші іноземні колоністи з'являються на українських землях вже за доби Великого князівства Литовського. Оселялися вони переважно в містах і користувалися значними привілеями від магістратів.
У 17 ст. відомою була колонія ніжинських греків, ств. 1648–50 за наказом Б.Хмельницького.
У 18 ст. виникають компактні поселення хорватів, валахів та сербів у межах нинішньої Дніпропетровської обл. (Нова Сербія, Слов'яносербія, Слов'яносербський повіт майбутньої Катеринославської губернії), німців — на Херсонщині, болгар, новоприбулих греків і турок — у Криму. Займалися вони землеробством, виноробством, ремеслом.
У 19 ст. існувала значна смуга німецьких та швейцарських поселень на Катеринославщині, їхні мешканці спеціалізувалися на м'ясо-молочному тваринництві, машинобудуванні. Німецькі поселення були також в Ушицькому повіті Подільської губернії та в селищі Клинці Чернігівської губернії (нині місто Брянської області, РФ), вони займалися сукнярством. Тоді ж на Волині жили чехи, вони вирощували хміль та виготовляли богемський сорт пива. У районі Коростишева та Коростеня (обидва тоді в Київській губернії) жили італійці, вони налагодили тут видобуток граніту в кар'єрах. Окрім того, невеликі селища колоністського типу існували навколо гірничодобувних, металургійних, машино-будівних, харчо-смакових та інших підприємств, там жили австрійські, французькі, британські, бельгійські, нідерландські і навіть північноамериканські робітники та службовці. Загальна чисельність іноз. колоністів на українських землях 1836, 1869 та 1893 становила відповідно 40, 85 та 290 тис. осіб.
У роки Першої світової війни на території українських губерній з'явилися русини та румуни-біженці, вони переселилися сюди з Галичини й Буковини, а також землеробські поселення австро-угорських військовополонених. У цей час уряд Російської імперії значно обмежив у правах місцевих німецьких колоністів.
Після революції в Російської імперії 1917 і відновлення на українських землях  

емлої дерноземні  іемніоз. колоністи у переважній своїй більшості, незважаючи на заохочувальні заходи місцевої влади (Української Центральної Ради, уряду гетьмана  П.Скоропадського, Директорії Української Народної Республіки), почали покидати обжиті ними місця і виїжджати за кордон. Дехто з них, однак, брав участь у Національних змаганнях (наприклад, болгари, греки в Криму вступали до армії П. Врангеля).
За більшовицької влади колоністи, які залишилися жити в окупованій Україні асимілювалися з місцевим населенням.